# Atylotus nigromaculatus
Atylotus nigromaculatus är en tvåvingeart som beskrevs av Ricardo 1900. Atylotus nigromaculatus ingår i släktet Atylotus och familjen bromsar. Inga underarter finns listade i Catalogue of Life.